# Sound Loaded
Sound Loaded − szósty studyjny album portorykańskiego piosenkarza Ricky’ego Martina. Płyta została wydana 6 listopada 2000 roku przez wytwórnię Columbia. Sprzedaż płyty na całym świecie przekroczyła 7 milionów egzemplarzy. Sound Loaded jest czwartym krążkiem Martina, który został wydany w Stanach Zjednoczonych i drugim nagranym w języku angielskim. W USA album sprzedał się w ponad 2 milionach egzemplarzy i dotarł do #2 miejsca Billboard 200. W 2001 roku album został nominowany do nagrody Grammy w dwóch kategoriach Best Male Pop Vocal Performance i Best Pop Collaboration with Vocals.

## Lista utworów
1. „She Bangs” (Desmond Child;Robi Rosa;Walter Afanasieff) 4:41
2. „Saint Tropez” (Desmond Child; Robi Rosa) 4:48
3. „Come To me” (David Resnik; James Goodwin; Robi Rosa) 4:33
4. „Loaded” (George Noriega; Jon Secada; Robi Rosa) 3:53
5. „Nobody Wants to Be Lonely” (Desmond Child; Gary Burr; Victoria Shaw) 5:05
6. „Amor” (Liza Quintana; Randy Barlow; Robi Rosa) 3:27
7. „Jezabel” (Desmond Child; Pete Amato) 3:49
8. „The Touch” (Desmond Child; Diane Warren) 4:27
9. „One Night Man” (David Siegel; Jon Secada; Kara DioGuardi; Manny López; Steve Morales) 3:49
10. „She bangs (Španělská verze))” (Daniel López; Desmond Child; Glenn Monroig; Julia Sierra; Robi Rosa; Walter Afanasieff) 4:36
11. „Are You In It For Love” (Desmond Child; Paul Barry) 4:06
12. „Ven a Mí (Come To me)” (Daniel López; David Resnik; James Goodwin; Robi Rosa) 4:33
13. „If You Ever Saw Her” (Mark Taylor; Paul Barry) 3:50
14. „Dame Más (Loaded)” (Alberto Gaitán; George Noriega; Jon Secada; Roberto Blades; Roberto Gaitán; Robi Rosa) 3:53
15. „Cambia La Piel” (Cirera, Pau Dones) 5:13

Późniejsza wersja
1. „She Bangs”
2. „Saint Tropez”
3. „Come to Me”
4. „Loaded”
5. „Nobody Wants to Be Lonely” (duet z Christiną Aguilerą)
6. „Amor”
7. „Jezabel”
8. „The Touch”
9. „One Night Man”
10. „She Bangs” (wersja hiszpańska)
11. „Ven A Mi (Come To Me)”
12. „If You Ever Saw Her”
13. „Dame Más”
14. „Cambia La Piel”
15. „Nobody Wants To Be Lonely” (solowa wersja)

## Notowania, sprzedaż i certyfikaty
| Kraj          | Najwyższa pozycja | Certyfikat    | Sprzedaż   |
| ------------- | ----------------- | ------------- | ---------- |
| Australia     |                   | 2x Platyna    | 140,000+   |
| Kanada        |                   | 3x Platyna    | 300,000+   |
| Finlandia     |                   | Złoto         | 24,464     |
| Niemcy        |                   | Złoto         | 100,000+   |
| Węgry         | 21                |               |            |
| Meksyk        |                   | Platyna/Złoto | 225,000+   |
| Nowa Zelandia | 9                 | Platyna       | 15,000+    |
| Polska        |                   | Złoto         | 20,000+    |
| Włochy        | 3                 | 2x Platyna    | 200,000+   |
| Szwecja       | 3                 | Platyna       | 20,000+    |
| Szwajcaria    | 4                 | Złoto         | 20,000+    |
| U.K.          | 14                | Platyna       | 300,000+   |
| U.S.A.        | 2                 | 2x Platyna    | 2,000,000+ |
| Świat         |                   |               | 9,000,000+ |